# Excello Records
Excello Records was een Amerikaans platenlabel voor blues. Het was een sublabel van het gospel-label Nasboro en werd in 1953 opgericht door Ernie Young. Het was actief tot in de jaren zeventig.
Op het label kwamen platen uit van onder meer Lonnie Brooks, Lightnin' Slim, Slim Harpo, Charles Sheffield, Roscoe Shelton, Lazy Lester, Lonesome Sundown, Silas Hogan, Arthur Gunter en Maceo & All The King's Men.